# Brocéliande et l'énigme du Graal
 (juin 2025).
Motif : Absence de sources
- Archive Wikiwix
- Bing
- Cairn
- DuckDuckGo
- E. Universalis
- Gallica
- Google
- G. Books
- G. News
- G. Scholar
- Persée
- Qwant
- (zh) Baidu
- (ru) Yandex
- (wd) trouver des œuvres sur Wikidata

| 1. | Préciser le motif de la pose du bandeau. | Précisez le motif de la pose du bandeau en utilisant la syntaxe suivante : {{admissibilité à vérifier\|date=juin 2025\|motif=remplacez ce texte par le motif}}                                        |
| 2. | Informer les utilisateurs concernés.     | Pensez à avertir le créateur de l'article, par exemple, en insérant le code ci-dessous sur sa page de discussion : {{subst:avertissement admissibilité à vérifier\|Brocéliande et l'énigme du Graal}} |

 (septembre 2012).
Si vous disposez d'ouvrages ou d'articles de référence ou si vous connaissez des sites web de qualité traitant du thème abordé ici, merci de compléter l'article en donnant les références utiles à sa vérifiabilité et en les liant à la section « Notes et références ».
Pour les articles homonymes, voir Brocéliande (homonymie).
Brocéliande et l'énigme du Graal est un livre de Jean Markale publié en 1988.

## Résumé
Ce sont les rois Plantagenêt qui ont tout fait au Moyen Âge pour localiser les légendes arthuriennes à Brocéliande. C'est à la fin du XVIIIe siècle qu'on situe Brocéliande en forêt de Paimpont. Barenton est le haut lieu de la forêt, c'est la fontaine qui fait pleuvoir, connue dès le XIIe siècle. Le Val sans retour tient son nom, car Morgane, demi-sœur du roi Arthur et disciple de Merlin, l'a enchantée pour que tout chevalier infidèle y pénétrant ne puisse en ressortir, jusqu'à ce que Lancelot, fidèle à Guenièvre, efface le sort. 
L'histoire de Brocéliande débute au VIe siècle. En 851, la Bretagne devient un royaume dont le roi réside en Brocéliande. Au XIIe siècle, Henry II, Plantagenêt, mari d'Aliénor, encourage les écrivains à écrire l'histoire d'Arthur. Les forges de Paimpont sont créées en 1633 et usent beaucoup de bois. Merlin est un roi qui a vécu à la fin du VIe siècle, avec le roi Arthur, qui s'est retiré en forêt où il a rencontré Viviane. 
Il a fait créer une nouvelle chevalerie à Arthur : la Table Ronde de laquelle est Lancelot. La légende dit que le Graal est au château de Corbénic que les chevaliers doivent chercher.